# Jinan Open 2024
Die Jinan Open 2024 waren ein Tennisturnier der ITF Women’s World Tennis Tour 2024 für Damen und ein Tennisturnier der ATP Challenger Tour 2024 für Herren in Jinan. Das Turnier der Herren fand vom 19. bis 24. August, das Turnier der Damen unmittelbar darauf folgend vom 26. August bis zum 1. September 2024 statt.